# Chorodna complicataria
Chorodna complicataria är en fjärilsart som beskrevs av Walker 1860. Chorodna complicataria ingår i släktet Chorodna och familjen mätare. Inga underarter finns listade i Catalogue of Life.

## Bildgalleri

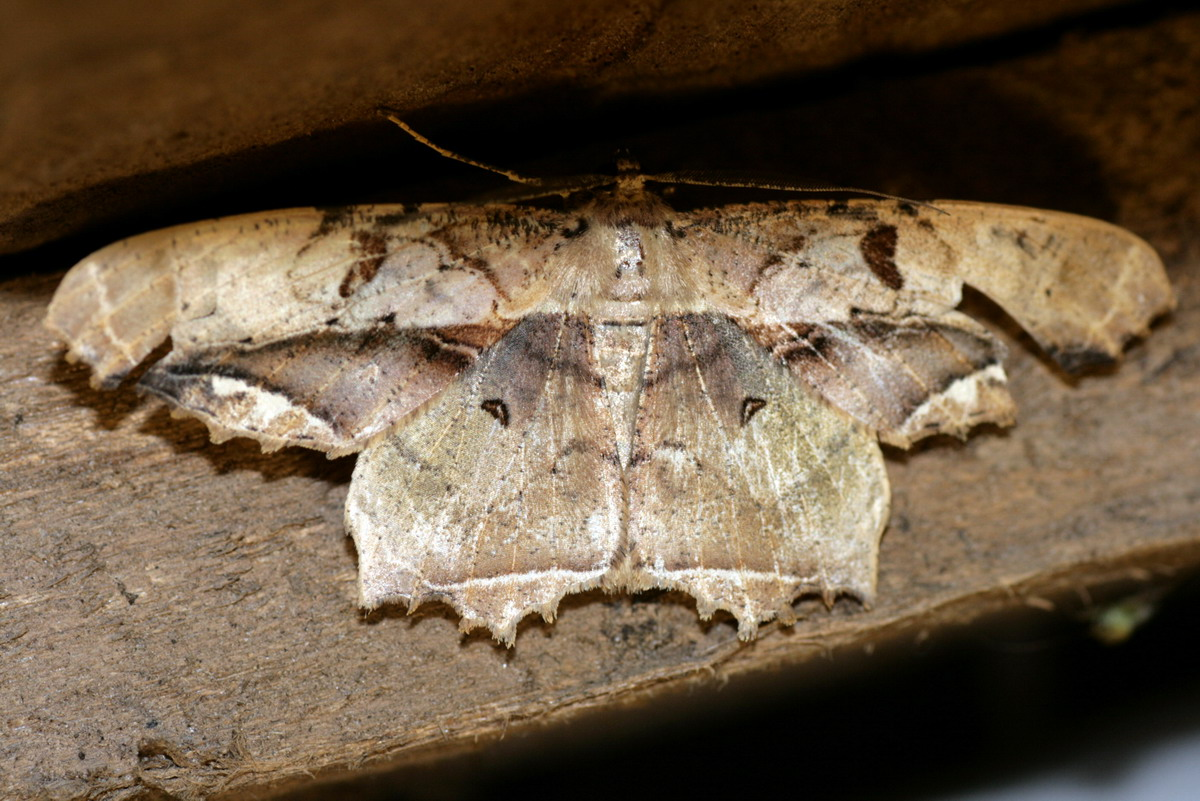